# Künstlerische Therapie
Zu den Künstlerischen Therapien zählen Therapien, in denen die Auseinandersetzung mit künstlerischen Medien Hauptmerkmal der therapeutischen Praxis ist.

## Beschreibung
Unter Künstlerischen Therapien sind Therapien zu verstehen, die mit künstlerischen Mitteln arbeiten. Dazu zählen die Kunsttherapie, Maltherapie, Gestaltungstherapie, Musiktherapie, Tanztherapie, Dramatherapie, Theatertherapie, Poesietherapie, Schreibtherapie und Heileurythmie. Sie umfassen aktives, improvisatorisches oder nachvollziehendes Tun wie Singen, Musizieren, Tanzen, Malen, Plastizieren, Schreiben und Schauspielern in der Einzel- oder Gruppensitzung ebenso wie die rezeptive Wahrnehmung von Musik, Tanz, Bildender Kunst, Poesie bis hin zur Betrachtung von szenischen Aufführungen und Videoclips.
Künstlerische Therapien unterscheiden sich von anderen Therapieformen dadurch, dass zu der Beziehung Patient – Therapeut ein Drittes hinzutritt: das künstlerische Medium. Künstlerische Therapien können – wie in tiefenpsychologischen Ansätzen – die künstlerische Gestaltung zum Anlass nehmen, seelischen Konflikten durch künstlerische Mittel Ausdruck zu verleihen und über sie zu sprechen. Sie können – wie in prozessorientierten Ansätzen – das Therapeutische des künstlerischen Tuns in den Vordergrund rücken oder sie können – in rezeptiven Ansätzen – die Wirkung des Mediums auf den Klienten zum Ausgangspunkt der therapeutischen Praxis nehmen.
Zu den Künstlerischen Therapien werden auch disziplinübergreifende Therapien gezählt, die sich auf mehrere Kunstdisziplinen beziehen und intermodal arbeiten, wie die „Intermediale Kunsttherapie“, die „Integrative Therapie“. oder die „Expressive Arts Therapy“.
Im Sinne eines erweiterten Kunstbegriffes werden mit dem Begriff „Künstlerische Therapie“ aber auch Therapien bezeichnet, die sich als soziale Kunst verstehen und in der therapeutischen Praxis selber künstlerisches oder kunstanaloges Handeln sehen.

## Anwendungsbereiche
Künstlerische Therapien sind in medizinischen Bereichen ebenso wie in der Prävention und Rehabilitation Bestandteil der Gesundheitsversorgung. Ihnen kommen dabei unterschiedliche Funktionen zu, wie beispielsweise die Konfliktbewältigung, Krankheitsverarbeitung oder die Aktivierung von Ressourcen. Sie können die Wahrnehmung, die Selbstregulation und Selbstreflexion verbessern und zur Integration von belastenden Erfahrungen beitragen.
Sie beziehen sich zum überwiegenden Teil auf den großen Bereich psychischer Störungen, bei dem sich die künstlerischen Therapien an die unterschiedlichen Psychotherapierichtungen (vor allem analytische und tiefenpsychologisch fundierte Psychotherapie sowie Verhaltenstherapie) anlehnen oder anderen, wie z. B. anthroposophischen, Ansätzen folgen. Ein weiterer Wirkungsbereich der künstlerischen Therapien sind die Berufsfelder Sozialpädagogik, Soziale Arbeit, Heilpädagogik und Sonderpädagogik. Darüber hinaus beziehen sie sich auf typische Musiker- und Tänzerkrankheiten, wie sie in der Musikermedizin und Tanzmedizin behandelt werden.

## Forschung
Den Begriff „Künstlerische Therapie“ hatte die Maltherapeutin Margarethe Hauschka seit ihrem anlässlich einer Promotion von 2020 gefundenen Bewerbungsschreiben von 1926 für „Maltherapie“ verwendet.
Der an der Universität Münster Musiktherapie und Rhythmik/Tanz lehrende Karl Hörmann prägte 1985 anlässlich eines dort von ihm organisierten dreitägigen Symposions in Anlehnung an die an Kunst- und Musikhochschulen vertretenen professionellen Ausbildungen zu Künstlern die seither gängige Bezeichnung Künstlerische Therapien.
1984 wurde die Wissenschaftliche Gesellschaft – Berufsverband für künstlerische Therapien (BKT g. e. V.) gegründet. An der Hochschule für Künste im Sozialen Ottersberg (HKS) wurde 2004 das Institut für Kunsttherapie und Forschung gegründet. 2015 folgte an der Alanus Hochschule in Alfter das Forschungsinstitut Research Institute for Creative Arts Therapies (RiArT) und an der Hochschule Nürtingen das Institut für Forschung und Entwicklung in den Künstlerischen Therapien (IKTn).
Im Juni 2017 gründete sich in Hamburg die wissenschaftliche Fachgesellschaft Künstlerische Therapien (WFKT). Über eine jährlich stattfindende Tagung wird der Nachwuchsförderung und dem Austausch mit wissenschaftlich Interessierten aus den Bereichen Medizin, Psychologie, Anthropologie und Künstlerischen Therapien eine Plattform geboten. Neben den an Hochschulen angesiedelten Forschungsinstituten und der WFKT gibt es am Institut für Theatertherapie einen Forschungsbereich, der sich der theatertherapeutischen Forschung widmet.

## Fachzeitschriften
- GMS Journal of Arts Therapies – Journal of Art-, Music-, Dance-, Drama- and Poetry-Therapy. Wissenschaftliche Fachgesellschaft für Künstlerische Therapien. ISSN 2629-3366 (egms.de)
- Musik-, Tanz- und Kunsttherapie. Zeitschrift für künstlerische Therapien im Bildungs-, Sozial- und Gesundheitswesen. Hogrefe, Göttingen, 1988–2015 econtent.hogrefe.com, ab 2017 Pabst-Verlag, Lengerich (pabst-publishers.com)
- Reihe Wissenschaftliche Grundlagen der Künstlerischen Therapien. HPB University Press, Hamburg / Potsdam / Berlin.